# Futbalové Ihrisko Čierny Balog
Futbalové Ihrisko Čierny Balog – stadion piłkarski we wsi Čierny Balog (w osadzie Jánošovka), na Słowacji. Domowy obiekt TJ Tatrana Čierny Balog.
Przy boisku - od strony południowej - znajduje się jedna trybuna, usytuowana na wzgórzu, mogąca pomieścić 426 widzów na miejscach siedzących. Pomiędzy trybuną a boiskiem przebiega tor kolejki wąskotorowej (czarnohrońskiej kolei leśnej), po którym regularnie kursują pociągi, w tym również w trakcie rozgrywania na boisku meczów. Tę linię kolejową wybudowano w latach 1901–1908, a w 1982 r. zawieszono działalność kolejki. W czasie, gdy tor był wyłączony z eksploatacji powstało boisko piłkarskie. 30 kwietnia 2012 reaktywowano jednak kolejkę na odcinku Čierny Balog – Dobroč co spowodowało, że pociągi przejeżdżają przez stadion. Obiekt jest pod tym względem ewenementem na skalę światową, a krótki film z pociągiem przejeżdżającym obok linii bocznej boiska w trakcie meczu w 2015 r. rozprzestrzenił się „wirusowo” powodując, że obiekt stał się sławny.